# Smeargle
Smeargle(Japans: ドーブル Doble) is een Normal Pokémon uit de van Nintendo en Game Freak. Smeargle werd geïntroduceerd in Pokémon Gold en Silver (Johto) en staat bekend om zijn unieke vermogen om aanvallen van andere Pokémon te kopiëren via de aanval Sketch.

## Uiterlijk en ontwerp
Smeargle lijkt op een hondachtige of beverachtige kunstenaar. Hij heeft een wit lichaam met bruine vlekken, een baretachtig uitstulpsel op zijn hoofd en een lange staart die eindigt in een penseelpunt. De kleur van de verf op zijn staart varieert in de spellen per sprite, maar is canoniek groen in de meeste officiële illustraties.  Het ontwerp van Smeargle is gebaseerd op het stereotype van de schilder – compleet met een artistiek voorkomen en een penseel als staart.

### Speciale aanval:Sketch
Smeargle is uniek in de franchise vanwege zijn handtekeningaanval Sketch (Schets). Deze aanval stelt Smeargle in staat om een willekeurige aanval die het in de strijd ziet permanent te kopiëren. Een Smeargle kan hierdoor in theorie elk aanvalseffect in het spel leren, mits het in de juiste situatie wordt gebruikt. 
- Sketch kan één aanval per keer kopiëren.
- In de games kan Smeargle tot vier willekeurige aanvallen leren, afhankelijk van hoe vaak en strategisch Sketchwordt gebruikt.

Dankzij deze mechanic werd Smeargle lange tijd gebruikt in competitieve gevechten als een ondersteunende Pokémon met technieken zoals Spore, Baton Pass en Stealth Rock aanvallen die het normaal zelf niet zou kunnen leren.  

## Verschijningen in de spellen
Smeargle debuteerde in de tweede generatie en is sindsdien beschikbaar geweest in meerdere hoofdspellen. Het komt meestal voor op rustige of artistieke locaties, zoals Route 212 in Pokémon Diamond en Pearl (nabij het Pokémon Mansion), of in de Artisan Cave in de Battle Frontier van Pokémon Emerald. 
Smeargle is zeldzaam en relatief zwak qua basistatistieken, maar zijn kracht zit in de veelzijdigheid van de geleerde aanvallen.

## Naam en etymologie
- Engelse naam: Smeargle is een samentrekking van "smear" (smeren, vlekken) en "beagle" (een hondenras). [5]
- Japanse naam: ドーブル Doble, mogelijk afgeleid van het Franse dauber (kliederen) of het Engelse dabble.
- In officiële Nederlandse uitgaven wordt de Engelse naam gebruikt.